# 胚
胚（はい、独,英: Embryo）とは、多細胞生物の個体発生におけるごく初期の段階の個体を指す。胚子（はいし）ともいう。一般に、有性生殖を行う生物では、胚発生（英: embryonic development）は受精直後から始まり、組織や器官などの構体（身体の構造）が形成されるまで続くライフサイクルの一部である。各胚は、配偶子の融合（雌の卵細胞と雄の精細胞の融合である受精の過程）から生じた単一細胞の接合子として発生を開始する。胚発生の最初の段階では、単細胞の接合子が、卵割と呼ばれる急速な細胞分裂を何度も繰り返し、細胞が球形に配列したような胞胚を形成する。次に、胞胚期の胚の細胞は、原腸形成（原腸陥入とも）と呼ばれる過程を経て、層状に再配列を始める。これらの層はそれぞれ、神経系、結合組織、器官など、発生中の多細胞生物のさまざまな部分を生み出す。
新しく発生したヒトの場合は通常、受精後9週目までは 胚 と呼ばれ、それ以降は 胎児 と呼ばれる。他の多細胞生物では、胚 という言葉は、誕生や孵化前の初期の発生段階やライフサイクルで広く使われることがある。

## 語源
14世紀半ばに初めて英語で確認されたembryonという用語は、中世ラテン語の embryo に由来し、ギリシャ語の  ἔμβρυον (embruon) は文字どおり「子供」という意味の ἔμβρυος (embruos) の中性名詞で、  ἐν (en) 「中に」と βρύω (bruō) 「膨らむ、満ちる」から来ている。このギリシャ語の適切なラテン語名は embryum である。

## 胚発生

### 動物の胚

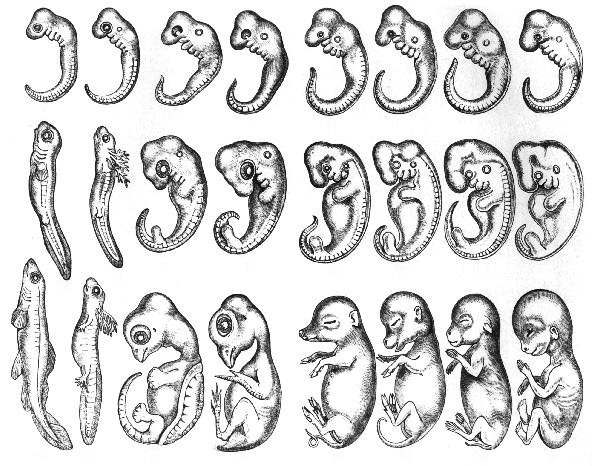
エルンスト・ヘッケル (Ernst Haeckel) による脊椎動物の胚の比較。初期胚には形態的な類似性が見られる。左の4つは魚類、両生類、爬虫類、鳥類。右半分は哺乳類。右端がヒト。

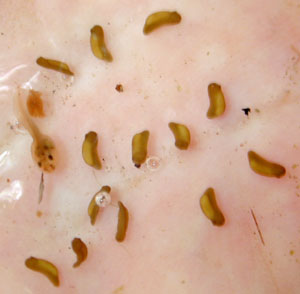
ツチガエル（Rana rugosa）の胚（とオタマジャクシ1匹）。

動物では、受精によって配偶子（卵子と精子など）が融合し、単一細胞である接合子が作られることで胚発生の過程が始まる。接合子が多細胞胚になるまでの過程は、一連の認識できる段階を経て進行し、しばしば卵割期、胞胚期、原腸胚期、そして器官形成期に分けられる。

#### 卵割期
卵割期は、受精後、有糸細胞分裂が急速に行われる時期である。その間で、胚の全体的な大きさは変わらないものの、細胞の総数を増やすために分裂するにつれて個々の細胞の大きさは急速に小さくなる。16-32個の細胞数に分割した胚は桑実胚と呼ばれる。卵割の結果、胞胚が生じる。

#### 胞胚期
胞胚期の胚は、生物の種によって卵黄の上に細胞の球が乗るように現れたり、または中央の空洞を囲む細胞の中空球として現れることもある。胚の細胞は分裂を続けて数を増やし、RNAやタンパク質などの細胞内の分子は、遺伝子発現、細胞運命の指定、極性などの重要な発生過程を活発に進める。

#### 原腸形成
胚発生の次の段階である原腸形成では、2層またはそれ以上の細胞層（胚葉）が形成される。2層を形成する動物（刺胞動物など）を二胚葉性、3層を形成する動物（扁形動物からヒトに至るほとんどの動物）を三胚葉性と呼ぶ。三胚葉動物の原腸形成期には、外胚葉、中胚葉、内胚葉の3つの胚葉が形成される。成熟した動物のすべての組織や器官は、その起源をこれらの層のいずれかまで遡ることができる。たとえば、外胚葉は皮膚の表皮と神経系になり、中胚葉は血管系、筋肉、骨、結合組織になり、内胚葉は消化器系の器官と消化器系・呼吸器系の上皮になる。原腸形成期を通じて、胚葉の構造には目に見える多くの変化が起こり、異なる胚葉を構成する細胞が移動し、それまでは球形をしていた胚が折り畳まれたり、カップ状に陥入する。

#### 器官形成
原腸形成期を過ぎても、胚は子宮あるいは卵の外で生きていくために必要な構造を形成しながら、成熟した多細胞生物へと発生を続ける。器官形成はその名が示すとおり、器官が形成される胚発生の段階を指す。器官形成期には、分子と細胞の相互作用により、異なる胚葉から特定の細胞集団が、器官特異的な細胞型に分化するよう促される。たとえば、神経発生では、外胚葉からの細胞の亜集団が他の細胞から分離し、さらに特化して脳、脊髄、末梢神経になる。

#### 胚期
胚期は生物種によって異なる。ヒトの発生では、受胎後9週目以降、胚の代わりに胎児という用語が使われるのに対して、ゼブラフィッシュでは、擬鎖骨と呼ばれる骨が見えるようになると胚発生が終了したと見なされる。鳥類など卵から孵化する動物では、孵化した幼若動物は通常、胚とは呼ばれなくなる。胎生動物（親の体内で子供が少なくとも一定期間成長する動物）では、子供は通常、親の体内にいる間は胚と呼ばれ、誕生または親から出ると胚とは見なされない。ただし、卵または親の体内にいる間にどの程度の発達や成長を遂げるかは種によって大きく異なり、ある種では孵化または出産後に起こる過程が、別の種ではその出来事よりずっと前に起こることもある。したがって、ある教科書によると、科学者は発生学の範囲を動物の発生を研究する学問として広く解釈するのが一般的である。

### 植物の胚

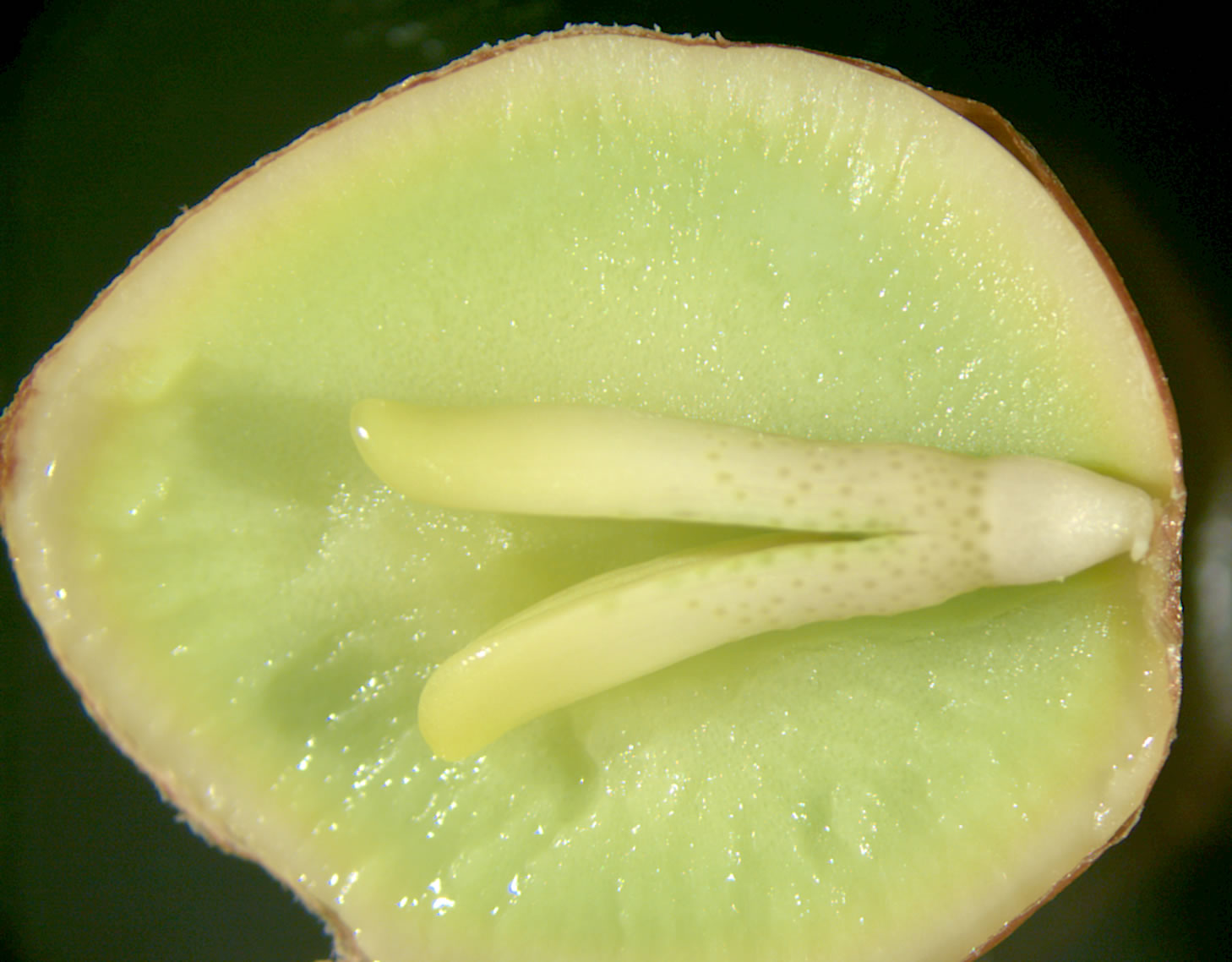
イチョウ (Ginkgo) の種子の内部にある胚を示している

顕花植物（花を咲かせる植物、または被子植物）は、一倍体胚珠と花粉が受精した後に胚を作る。胚珠と花粉からのDNAが結合し、二倍体の単細胞接合子が形成され、胚へと成長する。接合体は、種子を構成する一部位であり、胚発生の過程で何度も分裂する。種子の他の構成部位には、成長する植物胚を養うための栄養素を豊富に含む組織である胚乳と、保護用の外被である種皮がある。接合体の最初の細胞分裂は非対称であり、1つの小さな細胞（頂端細胞、成長点細胞）と1つの大きな細胞（基底細胞、基部細胞）を持つ胚ができる。小さな頂端細胞は、最終的に茎、葉、根など、成熟した植物のほとんどの構造を作り出す。より大きな基底細胞は、胚と胚乳の間を栄養物が行き来できるようにつなぐ胚柄を作り出す。植物胚の細胞は分裂を続け、その一般的な外見にちなんで球状、心臓型、魚雷型という名付けられた発生段階を経て進行する。

#### 8細胞期まで
受精卵となった卵細胞は頂端細胞（成長点細胞）と基底細胞（基部細胞）に分裂する。これは受精卵の基底側に生じる液胞によって核が頂端側に移動することによる不等割によって形成される。その後、頂端細胞と基底細胞はそれぞれ4つの細胞に分裂した後、基底細胞から原根層細胞が形成される。これが分裂組織の基である。

#### 球状胚期
初期球状胚期になると、頂端細胞は胚球、基底細胞は胚柄と呼ばれる。胚球は上部細胞と中央細胞に分化し、その後、胚球は表皮組織系（表皮系）、基本組織系、維管束系の3つの基本的な組織タイプを認識することができるようになる。表皮組織は、植物の表皮や外側の覆いを作り、基本組織は、光合成、資源貯蔵、物理的支持などの機能を持つ植物内部の物質を作り、維管束組織は、植物全体に液体、栄養物、ミネラルを運ぶ木部や師部などの結合組織を作る。

#### 心臓型期
心臓型期の段階では、1-2枚の子葉（胚葉）が形成される。またこの時期に頂端分裂組織の基が誘導される。

#### 魚雷型期
魚雷型期には分裂組織（メリステム、幹細胞の活動の中心）が発生し、最終的には成体植物の成熟した組織の多くを生涯にわたって生成することになる。胚の成長が終わると、種子は通常、発芽するまで休眠状態に入る。胚が発芽（種子から成長）を始めて、最初の本葉を形成すると、実生または小植物と呼ばれる。種子における胚は子葉、幼芽、胚軸、幼根からなる。
コケ植物やシダ類など、種子の代わりに胞子を作る植物も胚を生成する。これらの植物では、胚は、卵細胞を生成した親の配偶体上の造卵器の内側に付着してその生存を開始する。蘚苔類（コケ類）やシダ類など、種子の代わりに胞子を作る植物も胚を生成する。造卵器の内壁は、発生中の胚の「足」に密着している。この「足」は、胚の基部にある球状の細胞の塊で、親の配偶体から栄養物を受け取ることができる。胚の残りの部分の構造と発達は、植物のグループによって異なる。
すべての陸上植物は胚を作るので、有胚植物（embryophytes、または学名 Embryophyta ）と総称される。このことが、他の特徴とともに、陸上植物を、胚を作らない藻類などの他の種類の植物と区別している。

## 研究と技術

### 生物学的過程
世界中の生物学研究所で多くの動植物種の胚が研究されており、幹細胞、進化と発生、細胞分裂、遺伝子発現などのトピックについて学んでいる。胚の研究から得られた科学的発見のうちノーベル生理学・医学賞を受賞した例として、両生類の胚から発見した神経組織を作り出す細胞群「原口背唇（シュペーマン・マンゴルドオーガナイザー）」や、クリスティアーネ・ニュスライン＝フォルハルトとエリック・ヴィーシャウスがショウジョウバエの胚から発見した分節を生じさせる遺伝子「分節遺伝子」があげられる。
古典的な動物発生学では、実験材料としてウニやカエルの胚がよく用いられていた。現在では観察技術の発達や研究目的の変化から、線虫やショウジョウバエといった小さな対象や、アフリカツメガエルやゼブラフィッシュ、マウスなどさまざまなモデル生物を対象とするようになった。

### 生殖補助医療
生殖補助医療（assisted reproductive technology、ART）による胚の作成や操作は、ヒトや他の動物の受胎能への取り組みや、農作物の選択的育種に利用されている。1987年から2015年の間に、体外受精（IVF）を含むART技術によって、米国だけでも100万人の人が誕生したと推定されている。その他の臨床技術として、体外受精で使用する胚を選択する前に、異数性など特定の深刻な遺伝子異常を特定することができる着床前遺伝子診断（PGD）がある。病気を予防する可能性がある手段として、CRISPR-Cas9によるヒト胚の遺伝子編集を提案あるいは試みた科学者もいる（賀建奎事件を参照）。しかし、これには科学界から広く非難を浴びている。
牛や豚などの農耕動物種の収益性を向上させるために、所望の形質への選抜育種や子孫の増加を可能にするART技術も利用されている。たとえば、自然繁殖をさせた場合、牛は通常1年に1頭の子牛を産むが、体外受精によれば1年に9-12頭に増やせる。また、体外受精や種間体細胞核移植（iSCNT）によるクローニングなどのART技術は、キタシロサイ、チーター、チョウザメなどの絶滅危惧種や危急種の数を増やす試みにも用いられている。

### 動物・植物の生物多様性の凍結保存
遺伝資源の凍結保存とは、動物や植物種の胚、種子、配偶子などの生殖材料を採取して、将来の利用のために低温で保存することである。大規模な動物種の冷凍保存の取り組みとしては、イギリスのFrozen Ark (en:英語版) 、アラブ首長国連邦のBreeding Centre for Endangered Arabian Wildlife（BCEAW）、アメリカのサンディエゴ動物園保存研究所など、世界の各地に「冷凍動物園」がある。2018年の時点で、特に大量絶滅やその他の世界的な緊急事態の発生に備え、植物の生物多様性を保存し保護するために約1,700の種子バンクが運用されている。ノルウェーのスヴァールバル世界種子貯蔵庫は、植物の生殖組織の最大のコレクションを維持しており、100万以上のサンプルが−18 °C (0 °F)で保存されている。

## 胚の化石
動物の胚の化石は、先カンブリア代から知られており、カンブリア紀の時代では多数発見されている。恐竜の胚の化石すら発見されている。